# Puerto Ayacucho
Puerto Ayacucho is een stad in Venezuela en is de hoofdplaats van de staat Amazonas.
Puerto Ayacucho telt ongeveer 41.000 inwoners.

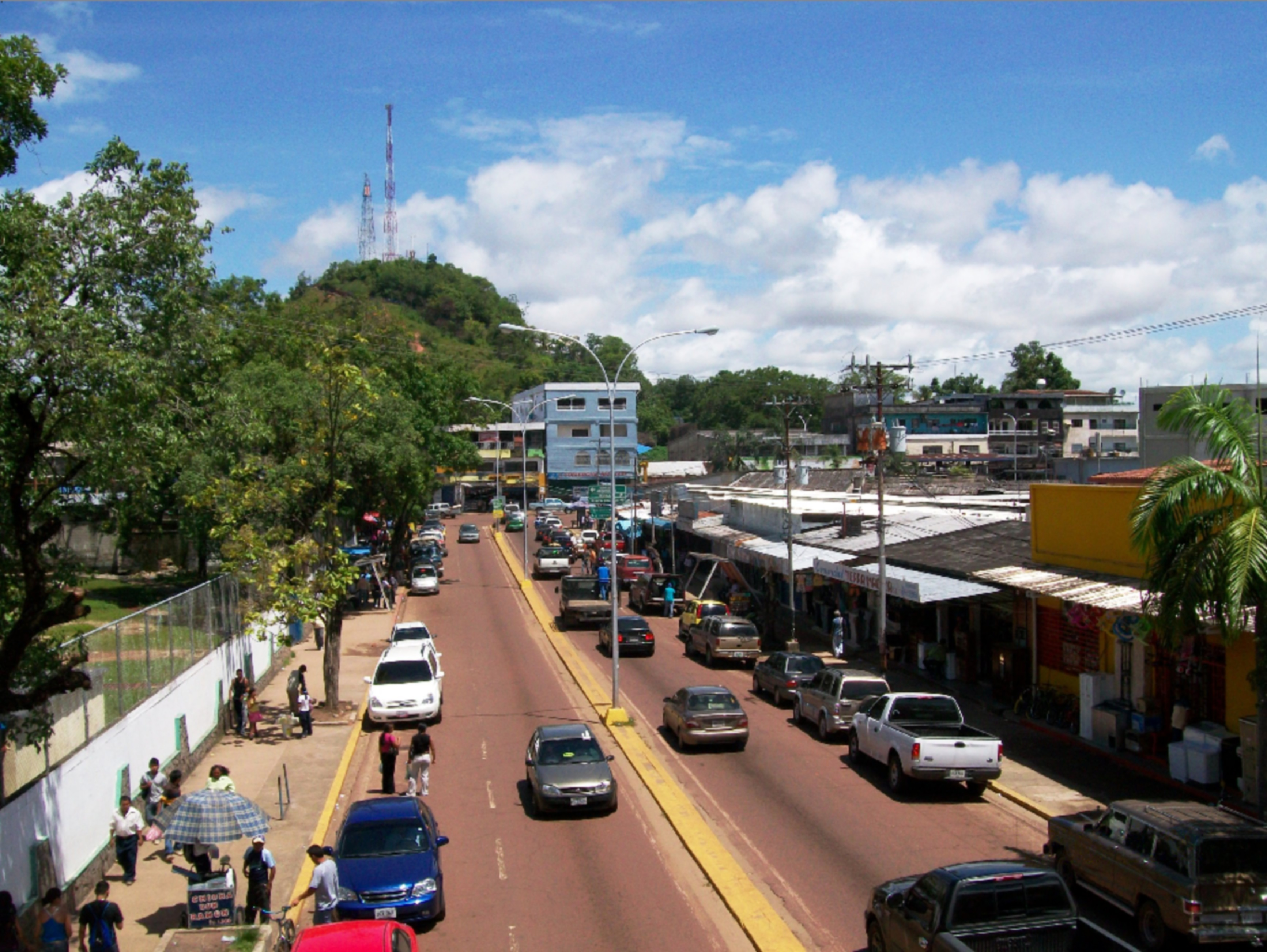
Straat in Puerto Ayacucho